# Vitoriano da Rosa Martins
Vitoriano da Rosa Martins (Ribeirinha, Castelo Branco (Horta), 3 de maio de 1843 — Conceição (Horta), 24 de agosto de 1921), 1.º barão da Ribeirinha, foi um grande proprietário, comerciante e político. Militante destacado do Partido Regenerador,  entre outras funções, foi provedor da Santa Casa da Misericórdia da Horta, vereador e presidente da Câmara Municipal da Horta e administrador do Concelho da Horta.

## Biografia
Vitoriano da Rosa Martins nasceu no lugar da Ribeirinha, na freguesia de Castelo Branco, ilha do Faial, um dos 12 filhos de Francisco Silveira Pereira e de Inácia Luísa da Silveira, uma família de parcos recursos.
Muito novo ainda, foi trabalhar para a cidade da Horta, iniciando uma carreira como negociante que o levaria algumas décadas depois a ser grande proprietário e um dos 40 maiores contribuintes do Concelho da Horta. Quando casou, aos 35 anos de idade, em 13 de janeiro de 1879, era já negociante com armazém na Rua do Mercado e residência na freguesia da Conceição. A noiva era a jovem Maria Perpétua da Silveira, de 16 anos de idade.
O casal acumulou fortuna e influência, construindo um belo palacete junto à igreja da Conceição, o qual viria a ser destruído em 22 de abril de 1941 pela violenta explosão da Bataria Independente de Defesa de Costa n.º 3, ao tempo lá aquartelada.
Nas décadas seguintes tornou-se um influente membro do Partido Regenerador, exercendo, em várias ocasiões, os cargos de presidente e vereador da Câmara, provedor da Santa Casa da Misericórdia da Horta e administrador do Concelho. Desempenhava esta última função aquando da visita régia de 1901.
Apesar da sua longa militância regeneradora, e de ser amigo e correspondente de António José de Ávila Júnior, o  2.º conde e 2.º marquês de Ávila, um dos líderes do campo regenerador, a partir de 1895 começou a afastar-se do Partido Regenerador. Este afastamento resultou da ascensão em 1895 de António Emílio Severino de Avelar à liderança dos regeneradores distritais e do descontentamento com a ação do genro deste, o advogado José Bressane de Leite Perry, recém-elevado a visconde de Leite Perry, herdeiro político aparente da liderança regeneradora.
Vitoriano da Rosa Martins foi feito 1.º Barão da Ribeirinha por decreto de 27 de setembro de 1901, do rei D. Carlos. Era ao tempo administrador do concelho e nessas funções recebera nos primeiros dias de julho daquele ano a visita régia aos Açores, pelo que na carta de concessão, referindo-se ao agraciado, o rei afirma que a mesma é «um testemunho de consideração por ocasião da minha visita aos distritos insulanos». A distinção foi concedida «em duas vidas», tendo sido herdada pelo seu filho José da Rosa Martins, que assim foi o 2.º Barão da Ribeirinha. O título refere-se ao lugar da Ribeirinha, freguesia de Castelo Branco, local de nascimento do agraciado.
O seu progressivo afastamento em relação ao Partido Regenerador levou a que se aproximasse do Partido Progressista, de que se tornaria militante após 1905. Nesta mudança partidária foi acompanhado por outros destacados regeneradores, entre os quais Alfredo Borges da Silva (o visconde de Borges da Silva), José da Rosa Martins, Domingos Pereira Campos, Francisco Pereira Ribeiro Júnior, Jaime Soares de Melo, José de Lacerda Azevedo e Francisco Pamplona Corte Real. Com estes, Vitoriano da Rosa Martins viria a integrar, em abril de 1910, a comissão executiva do Partido Progressista do distrito da Horta, então liderada por Miguel da Silveira, filho e sucessor do já falecido Miguel António da Silveira. Ao tempo, o grande adversário do grupo era o médico Manuel Francisco das Neves Júnior, o líder regenarador.
Depois da proclamação da República Portuguesa aproximou-se dos republicanos e aceitou integrar a nova situação política. Foi presidente da comissão executiva da Câmara Municipal da Horta em 1917. Contava então 74 anos de idade e só cessou a sua longa carreira política em 1918.
Faleceu na sua residência, no Largo da Conceição, a 24 de agosto de 1921, aos 78 anos de idade. Ficara viúvo em 4 de março de 1918 e era pai de José da Rosa Martins (o 2.º barão da Ribeirinha), casado com D. Ester Branca Fernandes da Fonseca, e de D. Maria Amélia Martins, que contraíra matrimónio com Jaime Maria Soares de Melo.